# Distribution professionnelle
 (janvier 2012).
Si vous disposez d'ouvrages ou d'articles de référence ou si vous connaissez des sites web de qualité traitant du thème abordé ici, merci de compléter l'article en donnant les références utiles à sa vérifiabilité et en les liant à la section « Notes et références ».
Le terme distribution professionnelle désigne les échanges commerciaux pouvant exister entre une entreprise et une autre. Rattachée au commerce B to B, elle reste à part entière une phase du processus de vente interentreprises.

### Sources
- Confédération Française du Commerce Interentreprises